# Juzgados de Policía Local

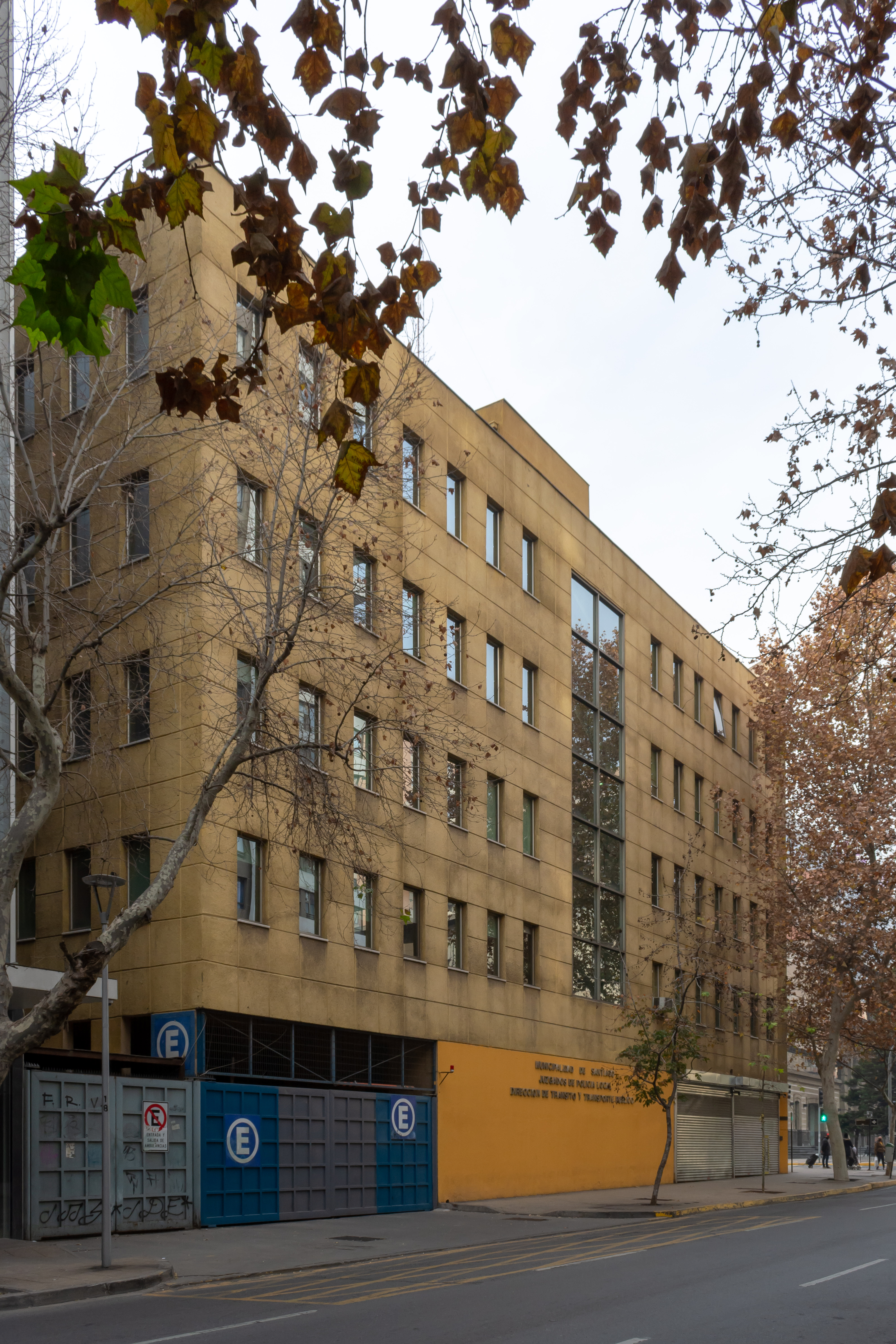
Juzgados de Policía de Local de Santiago.

Los juzgados de policía local son tribunales chilenos especiales que existen en todas las ciudades cabeceras de región y en las comunas que tienen una entrada anual superior a 30 sueldos vitales anuales, de la Provincia de Santiago (aproximadamente € 61.000 o US$ 75.000). En las demás, las funciones de juez de policía local son desempeñadas por el alcalde.
No forman parte del Poder Judicial, sin embargo están bajo la supervigilancia directiva, correccional y económica de la Corte de Apelaciones respectiva. Sus atribuciones y organización están normadas por la Ley N° 15.231 de 1978 «sobre Organización y Atribuciones de los Juzgados de Policía Local», mientras que el procedimiento aplicable se halla regulado en la ley 18.287.

## Características
Los jueces de estos tribunales poseen las calidades y requisitos necesarios para ser juez de letras de comuna o agrupación de comunas y son designados por el alcalde a propuesta de una terna elaborada por la Corte de Apelaciones respectiva.
Son independientes de toda autoridad municipal en el desempeño de sus funciones y gozan de las prerrogativas de todo juez, ejerciendo unipersonalmente la potestad jurisdiccional respecto de los asuntos que las leyes encomiendan a estos juzgados.
El territorio jurisdiccional de los juzgados de policía local es la respectiva comuna. No obstante, cuando dos o más municipalidades vecinas hayan acordado la creación de un juzgado de policía local, este tendrá competencia sobre las respectivas comunas. Asimismo, en las comunas en que hubiere o se crearen dos o más juzgados, el territorio jurisdiccional de cada uno de ellos es fijado por la municipalidad (la cual no puede hacer uso de esta facultad más de una vez cada dos años).
Estos juzgados cuentan, además, con un secretario (que es nombrado por el alcalde) y una planta de personal subalterno para el cumplimiento eficaz y eficiente de sus funciones. En las comunas de Santiago, Valparaíso, Concepción y Viña del Mar y en las demás donde lo haya acordado la respectiva municipalidad, el cargo de secretario debe ser desempeñado por abogado.

## Atribuciones
Es de competencia de los juzgados de policía local, las infracciones: las normas sobre el transporte por calles y caminos y el Tránsito libre de las personas; a las ordenanzas, reglamentos, acuerdos municipales y decretos de la alcaldía; a ley sobre rentas municipales; a ley general de urbanismo y construcciones, y su ordenanza respectiva; a la ley sobre copropiedad inmobiliaria; a las normas sobre calificación cinematográfica; a las leyes sobre pavimentación; a ciertas normas de la ley sobre expendio y consumo de bebidas alcohólicas; a la ley sobre ventas de boletos de la Lotería de la Universidad de Concepción y Polla Chilena de Beneficencia; a ciertas normas sobre espectáculos públicos, diversiones y carreras; a las normas sobre pesca y su reglamento; y a las normas sobre protección de derechos de los consumidores (salvo las acciones de interés colectivo o difuso).
Además, en las ciudades compuestas de una o más comunas que no sean asiento de un juzgado de letras, los juzgados de policía local, excepcionalmente, conocen de ciertas causas civiles, determinadas por la respectiva ley.

## Lista de referencia de Juzgados de Policía Local

### Región de Arica y Parinacota
- Primer Juzgado de Policía Local de Arica. Dirección: Chacabuco n.º 314, Parque Colón.
- Segundo Juzgado de Policía Local de Arica. Dirección: Chacabuco n.º 314, Parque Colón.
- Tercer Juzgado de Policía Local de Arica. Dirección: Chacabuco n.º 314, Parque Colón.

### Región de Tarapacá
- Primer Juzgado de Policía Local Iquique. Dirección: Sotomayor n.º 657.
- Segundo Juzgado de Policía Local Iquique. Dirección: José Joaquín Pérez n.º 360.
- Tercer Juzgado de Policía Local Iquique. Dirección: José Joaquín Pérez n.º 390.
- Juzgado de Policía Local Alto Hospicio. Dirección: Chaca n.º 3034.
- Juzgado de Policía local Pozo Almonte. Dirección: Balmaceda n.º 276.
- Juzgado de Policía Local Huara. Dirección: Avenida Prat s/n.º.
- Juzgado de Policía Local Pica. Dirección: Balmaceda Nº 380.
- Juzgado de Policía Local Colchane. Dirección: Avenida Teniente González s/n.º.
- Juzgado de Policía Local Camiña. Dirección: Arturo Prat s/n.º.

### Región de Antofagasta
- Primer Juzgado de Policía Local Antofagasta. Dirección: Avenida Séptimo de Línea n.º 3505.
- Segundo Juzgado de Policía Local Antofagasta. Dirección: Avenida Séptimo de Línea n.º 3505.
- Juzgado de Policía Local Tocopilla. Dirección: 21 de Mayo n.º 1645.
- Juzgado de Policía Local Taltal. Dirección: Prat n.º 515.
- Juzgado de Policía Local María Elena. Dirección: Aconcagua n.º 02027.
- Juzgado de Policía Local Mejillones. Dirección: Francisco Pinto n.º 200.
- Juzgado de Policía Local Baquedano'enida Salvador Allende s/n.º.

### Región de Atacama
- Juzgado de Policía Local Chañaral. Dirección: Buin N.º 522 esquina Templo.
- Juzgado de Policía Local Diego de Almagro. Dirección: Juan Martínez n.º 1403.
- 1° Juzgado de Policía Local Copiapó. Dirección: Colipi n.º 857.
- 2° Juzgado de Policía Local Copiapó. Dirección: Colipí n.º 821.
- Juzgado de Policía Local Caldera. Dirección: Cousiño n.º 395.
- Juzgado de Policía Local Vallenar. Dirección: Calle Plaza n.º 15.

### Región de Coquimbo
- Juzgado de Policía Local La Serena. Dirección: Los Carrera n.º 301, tercer piso.
- Juzgado de Policía Local Coquimbo. Dirección: Bilbao n.º 348.
- Juzgado de Policía Local Andacollo. Dirección: J.T. Urmeneta n.º 599.
- Juzgado de Policía Local Ovalle. Dirección: Gabriela Mistral n.º 50.
- Juzgado de Policía Local Monte Patria. Dirección: Diaguitas n.º 31.
- Juzgado de Policía Local Combarbalá. Dirección: Plaza de Armas n.º 110.
- Juzgado de Policía Local Illapel. Dirección: Buin n.º 31.
- Juzgado de Policía Local Salamanca. Dirección: Bulnes n.º 599.
- Juzgado de Policía Local Los Vilos. Dirección: Lincoyán s/n.º.
- Juzgado de Policía Local Vicuña. Dirección: San Martín n.º 275.
- Juzgado de Policía Local Paihuano. Dirección: Balmaceda s/n.º.
- Juzgado de Policía Local Punitaqui. Dirección: Carlos Galleguillos s/n.

### Región de Valparaíso
- Primer Juzgado de Policía Local de Viña del Mar. Dirección: Calle Quillota n.º 152.
- Segundo Juzgado de Policía Local de Viña del Mar. Dirección: Cinco Oriente n.º 850.
- Tercer Juzgado de Policía Local de Viña del Mar. Segundo piso terminal rodoviario.
- Juzgado de Policía Local Quilpué. Dirección: Vicuña Mackenna n.º 818.
- Juzgado de Policía Local Limache. Dirección: Avenida República n.º 371.
- Juzgado de Policía Local Olmué. Dirección: Calle Prat n.º 12.
- Primer y Segundo Juzgados de Policía Local Quillota. Dirección: Calle Teniente Serrano N°550, 2° piso.
- Juzgado de Policía Local La Cruz. Dirección: Gabriela Mistral n.º 3.
- Juzgado de Policía Local Quintero.  Dirección: Piloto Alcayaga n°1830.
- Juzgado de Policía Local Puchuncaví. Dirección: Bernardo O´Higgins n.º 70.
- Juzgado de Policía Local Villa Alemana. Dirección: Santiago n.º 501.
- Juzgado de Policía Local La Calera. Dirección: Calle Prat n.º 555.
- Juzgado de Policía Local Nogales. Dirección: Pedro Fono: Vicuña n.º 199.
- Juzgado de Policía Local Hijuelas. Dirección: Manuel Rodríguez s/n.º.
- Juzgado de Policía Local La Ligua. Dirección: Portales n.º 555.
- Juzgado de Policía Local Cabildo. Dirección: Humeres n.º 400.
- Juzgado de Policía Local Papudo. Dirección: Irarrázabal s/n.º.
- Juzgado de Policía Local Zapallar. Dirección: Calle B. Villar s/n.º.
- Juzgado de Policía Local San Felipe. Dirección: Salinas n.º 203.
- Juzgado de Policía Local Santa María. Dirección: Irarrázabal n.º 140.
- Juzgado de Policía Local Catemu. Dirección: García Huidobro s/n.º.
- Juzgado de Policía Local Panquehue. Dirección: Ruta 60 CH Troncal n.º 1166.
- Juzgado de Policía Local Putaendo. Dirección: Prat Oriente n.º 1.
- Juzgado de Policía Local Los Andes. Dirección: Esmeralda n.º 536.
- Juzgado de Policía Local Calle Larga. Dirección: La Pampilla Ruta 57 s/n.º.
- Juzgado de Policía Local Rinconada. Dirección: Carretera San Martín s/n.º.
- Juzgado de Policía Local San Esteban.  Dirección: Avenida 26 de Diciembre n.º 654.
- Juzgado de Policía Local Llay Llay.  Dirección: Balmaceda n.º 174.

### Región del Libertador Bernardo O'Higgins
- Juzgado de Policía Local de Rancagua. Dirección: Chorrillos n.º 800.
- Juzgado de Policía Local de Doñihue. Dirección: Avenida Estación n.º 344.
- Juzgado de Policía Local de Graneros. Dirección: Santa Julia 189, Of. 203, 2º piso.
- Juzgado de Policía Local de San Francisco de Mostazal.  Dirección: Plaza de Armas s/n.º.
- Juzgado de Policía Local de Codegua. Dirección: Avda. Bernardo O'Higgins s/n.º.
- Juzgado de Policía Local de Machalí. Dirección: Plaza de Armas n.º 11.
- Juzgado de Policía Local de Rengo. Dirección: Urriola n.º 50.
- Juzgado de Policía Local de Requínoa. Dirección: Rafael Tagle n.º 40.
- Juzgado de Policía Local de Coinco. Dirección: Plaza Los Héroes n.º 3.
- Juzgado de Policía Local de Quinta de Tilcoco. Dirección: Manuel Flores n.º 50.
- Juzgado de Policía Local de Malloa. Dirección: Bernardo O'Higgins s/n.º.
- Juzgado de Policía Local de Olivar. Dirección: Manuel O. Soto s/n.º.
- Juzgado de Policía Local de Peumo. Dirección: Carmen n.º 33.
- Juzgado de Policía Local de Las Cabras. Dirección: Carrera n.º 355.
- Juzgado de Policía Local de Coltauco. Dirección: Arturo Prat n.º 17.
- Juzgado de Policía Local de San Vicente. Dirección: Arturo Prat s/n.º.
- Juzgado de Policía Local de Pichidegua. Dirección: Independencia n.º 525.
- Juzgado de Policía Local San Fernando. Dirección: Calle Carampangue n.º 865.
- Juzgado de Policía Local Chimbarongo. Dirección: Javiera Carrera n.º 511.
- Juzgado de Policía Local Nancagua. Dirección: Avenida Armando Jaramillo n.º 27.
- Juzgado de Policía Local Placilla. Dirección: Calle Oscar Gajardo n.º 94.
- Juzgado de Policía Local Santa Cruz. Dirección: Avenida Errázuriz n.º 1839.
- Juzgado de Policía Local Chépica. Dirección: Avenida 18 de Septiembre s/n.º.
- Juzgado de Policía Local Peralillo  Dirección: O'Higgins esquina Manuel Rodríguez s/n.º.
- Juzgado de Policía Local Pumanque. Dirección: Luis Barahona Calvo s/n.º.
- Juzgado de Policía Local Palmilla. Dirección: Juan Guillermo Day n.º 47.
- Juzgado de Policía Local Lolol. Dirección: Los Aromos n.º 155.
- Juzgado de Policía Local Pichilemu. Dirección: Ángel Gaete s/n.º.
- Juzgado de Policía Local Marchigue. Dirección: Libertad n.º 490.
- Juzgado de Policía Local La Estrella. Dirección: Diego Portales s/n.º.
- Juzgado de Policía Local Litueche. Dirección: Teniente Merino 1021-B.
- Juzgado de Policía Local Navidad. Dirección: General Bonilla s/n.º.
- Juzgado de Policía Local Paredones. Dirección: Doctor Moore s/n.º.

### Región del Maule
- 1er. Juzgado de Policía Local de Curicó. Dirección: Membrillar n.º 443.
- 2do. Juzgado de Policía Local de Curicó. Dirección: Membrillar n.° 431.
- Juzgado de Policía Local de Licantén. Dirección: Alejandro Rojas s/n.º.
- Juzgado de Policía Local de Teno. Dirección: Arturo Prat n.º 298.
- Juzgado de Policía Local de Romeral. Dirección: Ignacio Carrera Pinto n.º 1239.
- Juzgado de Policía Local de Molina. Dirección: Yerbas Buenas s/n.º.
- Juzgado de Policía Local Sagrada Familia. Dirección: Esperanza con San Francisco.
- Juzgado de Policía Local Linares. Dirección: Maipú n.º 716.
- Juzgado de Policía Local Yerbas Buenas.  Dirección: Centenario n.º 100.
- Juzgado de Policía Local Colbún. Dirección: Avenida Bernardo O'Higgins s/n.º.
- Juzgado de Policía Local Longaví. Dirección: Calle Uno Oriente s/n.º.
- Juzgado de Policía Local Chanco. Dirección: Abdón Fuentealba s/n.º.
- Juzgado de Policía Local Parral. Dirección: Calle Urrutia s/n.º.
- Juzgado de Policía Local Cauquenes. Dirección:  Claudina Urrutia con Chacabuco.
- Juzgado de Policía Local San Javier. Dirección: Arturo Prat esquina Esmeralda s/n.º.
- Juzgado de Policía Local Villa Alegre. Dirección: Calle 12 de Octubre esquina Avenida España.
- Juzgado de Policía Local San Clemente. Dirección: Calle Carlos Silva s/n.º.
- Juzgado de Policía Local Constitución. Dirección: Freire esquina Montt s/n.º.
- Juzgado de Policía Local Empedrado. Dirección: O'Higgins esquina Manuel Rodríguez s/n.º.
- Juzgado de Policía Local Talca. Dirección: Dos Oriente 1 y Dos Norte n.º 1274.
- Juzgado de Policía Local Maule. Dirección: Balmaceda s/n.º.
- Juzgado de Policía Local Pelarco. Dirección: Catedral s/n.º.
- Juzgado de Policía Local Pencahue. Dirección: Alejandro Cruz Vergara n.º 891.

### Región de Ñuble
- Juzgado de Policía Local San Carlos. Dirección:  n.º 694, segundo piso.
- Juzgado de Policía Local San Fabián de Alico.  Dirección: 21 de Mayo esquina 18 de Septiembre
- Juzgado de Policía Local San Gregorio. Dirección: Estado s/n.º.
- Juzgado de Policía Local San Nicolás. Dirección: Arturo Prat n.º 202.
- Primer Juzgado de Policía Local Chillán. Dirección: Avenida Ecuador n.º 395.
- Segundo Juzgado de Policía Local Chillán. Dirección: Avenida Ecuador n.º 395.
- Juzgado de Policía Local Bulnes. Dirección: Víctor Bianchi esquina Manuel Bulnes.
- Juzgado de Policía Local Quillón. Dirección: El Roble esquina San Martín.
- Juzgado de Policía Local San Ignacio. Dirección: Avenida Manuel Rodríguez n.º 696.
- Juzgado de Policía Local Yungay. Dirección: Arturo Prat s/n.º.
- Juzgado de Policía Local El Carmen. Dirección: Baquedano n.º 585.
- Juzgado de Policía Local Pemuco. Dirección: San Martín n.º 498.
- Juzgado de Policía Local Quirihue. Dirección: Esmeralda s/n.º.
- Juzgado de Policía Local Coelemu. Dirección: Pedro León Gallo n.º 609.
- Juzgado de Policía Local Ranquil. Dirección: Nicasio Alarcón esquina María Castellón.
- Juzgado de Policía Local Trehuaco. Dirección: Gonzalo Urrejola n.º 460.
- Juzgado de Policía Local Ninhue. Dirección: Arturo Prat n.º 410.
- Juzgado de Policía Local Portezuelo. Dirección: Bernardo O'Higgins n.º 403.
- Juzgado de Policía Local Cobquecura. Dirección: Independencia s/n.º.
- Juzgado de Policía Local Chillán Viejo. Dirección: Serrano s/n.º.
- Juzgado de Policía Local Pinto. Dirección: Eleuterio Riquelme s/n.º.
- Juzgado de Policía Local Coihueco. Dirección: Avenida Arturo Prat s/n.º.

### Región del Bío-Bío
- Primer Juzgado de Policía Local Talcahuano. Dirección: Aníbal Pinto n.º 222.
- Segundo Juzgado de Policía Local Talcahuano. Dirección: Aníbal Pinto n.º 222.
- Juzgado de Policía Local Tomé. Dirección: Ignacio Serrano n.º 1061, segundo piso.
- Juzgado de Policía Local Penco. Dirección: Freire n.º 510.
- Juzgado de Policía Local Florida. Dirección: Ignacio Serrano n.º 500.
- Primer Juzgado de Policía Local Los Ángeles. Dirección: Avda. Las Industrias 10.460 2do. piso.
- Segundo Juzgado de Policía Local Los Ángeles.  Dirección: Avda. Las Industrias 10.460, 3er. piso.
- Juzgado de Policía Local Mulchén. Dirección: Villagra n.º 025.
- Juzgado de Policía Local Quilaco. Dirección: Córdova n.º 46.
- Juzgado de Policía Local Nacimiento. Dirección: Freire n.º 641.
- Juzgado de Policía Local Negrete. Dirección: Alberto Moller s/n.º.
- Juzgado de Policía Local Santa Bárbara. Dirección: Las Rozas n.º 160.
- Juzgado de Policía Local Antuco. Dirección: Calixto Padilla s/n.º.
- Juzgado de Policía Local Huepil. Dirección: Diego Portales n.º 258.
- Juzgado de Policía Local Quilleco. Dirección: José Miguel Carrera n.º 460.
- Juzgado de Policía Local Yumbel. Dirección: B. O'Higgins n.º 851.
- Juzgado de Policía Local Laja. Dirección: Balmaceda n.º 270.
- Juzgado de Policía Local Cabrero. Dirección: Avenida Vial n.º 150.
- Juzgado de Policía Local San Rosendo. Dirección: Ibieta n.º 225.
- Juzgado de Policía Local Arauco. Dirección: Calle Esmeralda n.º 411.
- Juzgado de Policía Local Lebu. Dirección: Calle Freire n.º 688.
- Juzgado de Policía Local Los Álamos. Dirección: Avda. Ignacio Carrera Pinto n.º 555.
- Juzgado de Policía Local Cañete. Dirección: Calle 2° de Línea esquina Uribe.
- Juzgado de Policía Local Contulmo. Dirección: Calle Los Notros esquina Nahuelbuta.
- Juzgado de Policía Local Tirúa. Dirección: Avda. Costanera s/n.º.
- Juzgado de Policía Local Curanilahue. Dirección: Calle Cardenio Avello s/n.º.

### Región de la Araucanía
- Juzgado de Policía Local Galvarino. Dirección: Ramón Freire esquina Fresia.
- Juzgado de Policía Local Lautaro. Dirección: Bilbao n.º 221.
- Primer Juzgado de Policía Local Temuco. Dirección: Antonio Varas n.º 631.

- Segundo Juzgado de Policía Local Temuco. Dirección: Antonio Varas n.º 631.
- Tercer Juzgado de Policía Local Temuco. Dirección: Antonio Varas n.º 631.
- Juzgado de Policía Local Cunco. Dirección: Pedro Aguirre Cerda n.º 600.
- Juzgado de Policía Local Vilcún. Dirección: Lord Cochrane s/n.º.
- Juzgado de Policía Local Milipeuco. Dirección: Pedro Aguirre Cerda n.º 14.
- Juzgado de Policía Local Nueva Imperial. Dirección: Ernesto Riquelme n.º 135.
- Juzgado de Policía Local de Carahue. Dirección: Portales esquina Villagrán.
- Juzgado de Policía Local de Teodoro Schmidt. Dirección: José Manuel Balmaceda n.º 410.
- Juzgado de Policía Local de Pitrufquén. Dirección: Francisco Bilbao n.º 593.

- Juzgado de Policía Local de Freire. Dirección: Pedro Camalez n.º 85.
- Juzgado de Policía Local de Toltén. Dirección: San Martín esquina O'Higgins.
- Juzgado de Policía Local de Gorbea. Andrés Bello esquina Freire.
- Juzgado de Policía Local de Loncoche. Dirección: Arturo Prat n.º 588.
- Juzgado de Policía Local de Villarrica. Dirección: Camilo Henriquez n.º 483, Piso 2.
- Juzgado de Policía Local de Pucón. Dirección: Caupolicán n.º 75.
- Juzgado de Policía Local de Angol. Dirección: Vergara n.º 630.
- Juzgado de Policía Local de Los Sauces. Dirección: Balmaceda s/n.º.
- Juzgado de Policía Local de Purén. Dirección: Doctor Garriga n.º 995.
- Juzgado de Policía Local de Collipulli. Dirección: Alcázar n.º 1048.
- Juzgado de Policía Local de Renaico. Dirección: Comercio n.º 206.
- Juzgado de Policía Local de Traiguén. Dirección: Santa Cruz s/n.º interior.
- Juzgado de Policía Local de Lumaco. Dirección: Arturo Prat esquina Manuel Rodríguez.
- Juzgado de Policía Local de Victoria. Dirección: Lagos n.º 660.
- Juzgado de Policía Local de Curacautín. Dirección: Avda. Bernardo O´Higgins n.º 796.
- Juzgado de Policía Local de Lonquimay. Dirección: Ignacio Carrera Pinto n.º 559.
- Juzgado de Policía Local de Padre las Casas. Dirección:  Maquehue n.º 216.

### Región de Los Ríos
- Primer Juzgado de Policía Local de Valdivia. Dirección: Yungay n.º 756.
- Segundo Juzgado de Policía Local de Valdivia. Dirección: Yungay n.º 756.

### Región de Los Lagos
- Primer Juzgado de Policía Local Osorno. Dirección: Freire n.º 727, Piso 1.
- Segundo Juzgado de Policía Local Osorno. Dirección: Freire n.º 727, Piso 2.
- Juzgado de Policía Local Río Negro. Dirección: Mackenna esquina Paul Harris.
- Juzgado de Policía Local Purranque. Dirección: Pedro Montt n.º 249.
- Juzgado de Policía Local Puerto Octay. Dirección: Esperanza n.º 555.
- Juzgado de Policía Local San Pablo. Dirección: Bolivia esquina Cruz.
- Juzgado de Policía Local Puyehue. Dirección: Manuel Rodríguez s/n.º, Entre Lagos.
- Juzgado de Policía Local San Juan de la Costa. Dirección: Sector Puacho, Ruta U-40 km. 32.
- Juzgado de Policía Local Puerto Varas. Dirección: San José n.º 242.
- Juzgado de Policía Local Llanquihue. Dirección: Vicente Pérez Rosales esquina Bernardo O'Higgins.
- Juzgado de Policía Local Frutillar. Dirección: Bernardo Phillippi n.º 753.
- Juzgado de Policía Local de Fresia. Dirección: San Francisco n.º 124.
- Primer Juzgado de Policía Local de Puerto Montt. Dirección: Juan Soler Manfredini con Calle Copiapó, 5.º Piso.
- Segundo Juzgado de Policía Local de Puerto Montt. Dirección: Juan Soler Manfredini con Calle Copiapó, 5.º Piso.
- Tercer Juzgado de Policía Local de Puerto Montt. Dirección: Juan Soler Manfredini con Calle Copiapó, 5.º Piso.
- Juzgado de Policía Local de Maullín. Dirección: Gaspar Ríos s/n.º.
- Juzgado de Policía Local de Los Muermos. Dirección: Antonio Varas s/n.º.
- Juzgado de Policía Local de Calbuco. Dirección: Federico Errázuriz n.º 210.
- Juzgado de Policía Local de Hualaihue.  Dirección Pedro Maldonado s/n Hornopirén.
- Juzgado de Policía Local de Chaitén, Futaleufú y Palena. Dirección: Ignacio Carrera Pinto N°349, primer piso, Chaitén .

### Región de Aysén del General Carlos Ibáñez del Campo
- Juzgado de Policía Local Coyhaique. Dirección: Calle Bilbao n.º 357.
- Juzgado de Policía Local Puerto Aysén. Dirección: Calle Sargento Aldea n.º 493.
- Juzgado de Policía Local Puerto Cisnes. Dirección: Calle Sotomayor n.º 191.
- Juzgado de Policía Local Melinka. Dirección: Calle Aeropuerto s/n.º.
- Juzgado de Policía Local Lago Verde. Dirección: Calle Cacique Blanco s/n.º.
- Juzgado de Policía Local Chile Chico. Dirección: Avenida Libertador Bernardo O'Higgins n.º 333.
- Juzgado de Policía Local Puerto Ingeniero Ibáñez. Dirección: Calle Carlos Soza n.º 161.

### Región de Magallanes y Antártica chilena
- Primer Juzgado de Policía Local de Punta Arenas.  Dirección: Balmaceda 661.
- Segundo Juzgado de Policía Local de Punta Arenas.  Dirección:
- Juzgado de Policía Local Navarino. Dirección: Presidente Ibáñez n.º 02.
- Juzgado de Policía Local de Puerto Natales. Dirección: Ignacio Carrera Pinto n.º 365.
- Juzgado de Policía Local Porvenir. Dirección: Jorge Chythe n.º 402, 1º. piso.

### Región Metropolitana
- Juzgado de Policía Local Buin. Dirección: Sargento Aldea nª619
- Juzgado de Policía Local Colina. Dirección: Avenida Colina n.º 700.
- Juzgado de Policía Local Conchalí. Dirección: Avenida Dorsal n.º 1904.
- Juzgado de Policía Local Curacaví. Dirección: Avenida Bernardo O'Higgins n.º 1305.
- Primer Juzgado de Policía Local de Maipú. Dirección: 1.ª Transversal n.º 1970.
- Segundo Juzgado de Policía Local de Maipú. Dirección: 1.ª Transversal n.º 1970.
- Juzgado de Policía Local El Bosque. Dirección: Domingo Gómez n.º 0342.
- Juzgado de Policía Local Estación Central. Dirección: Avenida Ecuador n.º 3412.
- Juzgado de Policía Local Huechuraba. Dirección: República de Noruega n.º 5596.
- Juzgado de Policía Local Independencia. Dirección: Sevilla n.º 1434.
- Juzgado de Policía Local La Cisterna. Dirección: Pedro Aguirre Cerda n.º 0245.
- Juzgado de Policía Local La Granja. Dirección: Combarbalá n.º 0560.
- Juzgado de Policía Local La Pintana. Dirección: Baldomero Lillo n.º 1966.
- Juzgado de Policía Local La Reina. Dirección: Avenida Larraín n.º 8580.
- Juzgado de Policía Local Lo Barnechea. Dirección: Cuatro Vientos n.º 13660.
- Juzgado de Policía Local Lo Espejo. Dirección:Centenario n.º 299.
- Juzgado de Policía Local Lo Prado.  Dirección: San Pablo n.º 5959.
- Juzgado de Policía Local Macul. Dirección: Gregorio de la Fuente Rojas n.º 3214.
- Juzgado de Policía Local Paine. Dirección: Maipo n.º 552.
- Juzgado de Policía Local Pedro Aguirre Cerda.  Dirección: Ángel Guarello n.º 1720.
- Juzgado de Policía Local Peñalolén.  Dirección: Avenida Oriental n.º 6958.
- Juzgado de Policía Local Pirque.  Dirección: Pasaje Ramón Subercaseaux n.º 90.
- Juzgado de policía Local Pudahuel. Dirección: Teniente Cruz n.º 762.
- Juzgado de Policía Local Puente Alto. Dirección: Avenida Balnaceda n.º 46.
- Juzgado de Policía Local Quilicura. Dirección: Francisco Vergara n.º 450.
- Juzgado de Policía Local Quinta Normal. Dirección: Carrascal n.º 4447.
- Juzgado de Policía Local Recoleta. Dirección: Santos Dumontt n.º 425.
- Juzgado de Policía Local Renca. Dirección: Blanco Encalada n.º 1335.
- Primer Juzgado de Policía Local San Bernardo. Dirección: Urmeneta n.º 513.
- Segundo Juzgado de Policía Local San Bernardo. Dirección: Urmeneta n.º 513.
- Juzgado de Policía Local San Joaquín. Dirección: Avenida Santa Rosa n.º 2660.
- Juzgado de Policía Local San José de Maipo.  Dirección: Camino El Volcán n.º 19.775.
- Juzgado de Policía Local San Miguel. Dirección: Pedro Alarcón n.º 1063.
- Juzgado de Policía Local San Ramón. Dirección: Avenida Santa Rosa n.º 8171. Oficina n.º 201.
- Juzgado de Policía Local Santiago. Dirección: Amunátegui n.º 980.
- Primer Juzgado de Policía Local Vitacura. Dirección: Avenida Bicentenario 3800.
- Segundo Juzgado de Policía Local Vitacura. Dirección: Avenida Bicentenario 3800.
- Primer Juzgado de Policía Local La Florida.  Dirección: Vicuña Mackenna n.º 6480.
- Primer Juzgado de Policía Local Las Condes. Dirección: Isidora Goyenechea n.º 3372.
- Primer Juzgado de Policía Local Ñuñoa. Dirección: Avenida Irarrázaval n.º 2434.
- Primer Juzgado de Policía Local Providencia.  Dirección: Avenida Pedro de Valdivia n.º 706.
- Segundo Juzgado de Policía Local La Florida.  Dirección: Vicuña Mackenna n.º 8310.
- Segundo Juzgado de Policía Local Las Condes. Dirección: Isidora Goyenechea n.º 3372.
- Segundo Juzgado de Policía Local Ñuñoa. Dirección: Avenida Irarrázaval n.º 2434.
- Segundo Juzgado de Policía Local Providencia.  Dirección: Avenida Pedro de Valdivia n.º 706.
- Primer Juzgado de Policía Local Santiago. Dirección: Amunátegui n.º 980 piso 1.
- Segundo Juzgado de Policía Local Santiago. Dirección: Amunátegui n.º 980 piso 2.
- Tercer Juzgado de Policía Local Santiago. Dirección: Amunátegui n.º 980 piso 2.
- Cuarto Juzgado de Policía Local Santiago. Dirección: Amunátegui n.º 980 piso 3.
- Quinto Juzgado de Policía Local Santiago. Dirección: Amunátegui n.º 980 piso 3.